# Gerald Buder
Gerald Buder (* 10. Oktober 1962) ist ein ehemaliger deutscher Radrennfahrer und nationaler Meister im Radsport.

## Sportliche Laufbahn
Buder war im Bahnradsport und im Straßenradsport in der DDR aktiv. Er startete für den SC Dynamo Berlin. 1980 wurde er in die Bahn-Nationalmannschaft aufgenommen. Bei den Bahnradsport-Weltmeisterschaften 1982 in Leicester gewann er mit gemeinsam mit Detlef Macha, Mario Hernig und Volker Winkler die Bronzemedaille in der Mannschaftsverfolgung. 1981 gewann Buder den nationalen Meistertitel gemeinsam mit Gunter Buder, Ottmar Trittel und Bernd Dittert. 1979 wurde der Vierer des SC Dynamo Berlin mit Buder Vize-Meister, ebenso 1980. 1982 wurde er erneut Zweiter der DDR-Bahn-Radmeisterschaften in der Mannschaftsverfolgung. 1984 kam er mit seinem Team auf den 3. Platz. 1982 wurde er mit Bernd Dittert Vize-Meister im Zweier-Mannschaftsfahren. Auf der Winterbahn gewann Buder 1981 den DDR-Titel in der Mannschaftsverfolgung.
Bei seinem Starts auf der Straße wurde er 1984 Neunter der Thüringen-Rundfahrt. 1985 beendete er seine leistungssportliche Laufbahn.

## Familiäres
Sein Bruder Gunter Buder war ebenfalls Radrennfahrer.